# Yuka Miyazaki
Yuka Miyazaki (født 13. oktober 1983) er en japansk fodboldspiller. Hun har tidligere spillet for Japans kvindefodboldlandshold.

## Japans fodboldlandshold
| Japans landshold | Japans landshold | Japans landshold |
| År               | Kmp              | Mål              |
| ---------------- | ---------------- | ---------------- |
| 2001             | 5                | 0                |
| 2002             | 5                | 1                |
| 2003             | 6                | 1                |
| 2004             | 1                | 0                |
| 2005             | 0                | 0                |
| 2006             | 0                | 0                |
| 2007             | 0                | 0                |
| 2008             | 0                | 0                |
| 2009             | 1                | 0                |
| Total            | 18               | 2                |